# Contarinia perfoliata
Contarinia perfoliata är en tvåvingeart som beskrevs av Ephraim Porter Felt 1908. Contarinia perfoliata ingår i släktet Contarinia och familjen gallmyggor. Inga underarter finns listade i Catalogue of Life.